# Marija Sergejewna Tkatschowa
Marija Sergejewna Tkatschowa (russisch Мария Сергеевна Ткачёва, englische Schreibweise Mariia Tkacheva; * 17. Dezember 2001) ist eine russische Tennisspielerin.

## Karriere
Tkatschowa begann mit fünf Jahren das Tennisspielen und bevorzugt Hartplätze. Sie spielt bislang vorrangig Turniere auf der ITF Women’s World Tennis Tour, wo sie bislang sieben Titel im Einzel und 14 im Doppel gewinnen konnte.

## Turniersiege

### Einzel
| Nr. | Datum             | Turnier             | Kategorie | Belag     | Finalgegnerin    | Ergebnis      |
| --- | ----------------- | ------------------- | --------- | --------- | ---------------- | ------------- |
| 1.  | 13. Oktober 2019  | Antalya             | ITF W15   | Hartplatz | Romy Kölzer      | 6:2, 4:6, 6:1 |
| 2.  | 13. März 2022     | Ägypten             | ITF W15   | Hartplatz | Wong Hong-yi     | 3:6, 6:3, 6:3 |
| 3.  | 27. März 2022     | Scharm asch-Schaich | ITF W15   | Hartplatz | Liu Fangzhou     | 6:4, 6:2      |
| 4.  | 17. Juli 2022     | Nur-Sultan          | ITF W25   | Hartplatz | Moyuka Uchijima  | 7:62, 6:2     |
| 5.  | 12. November 2023 | Scharm asch-Schaich | ITF W15   | Hartplatz | Jenny Dürst      | 6:1, 6:2      |
| 6.  | 5. Mai 2024       | Monastir            | ITF W15   | Hartplatz | Back Da-yeon     | 6:4, 6:3      |
| 7.  | 17. November 2024 | Chihuahua           | ITF W50   | Hartplatz | Darja Kudaschowa | 6:1, 6:3      |

### Doppel
| Nr. | Datum              | Turnier             | Kategorie | Belag     | Partnerin                          | Finalgegnerinnen                         | Ergebnis           |
| --- | ------------------ | ------------------- | --------- | --------- | ---------------------------------- | ---------------------------------------- | ------------------ |
| 1.  | 14. September 2019 | Schymkent           | ITF W15   | Sand      | Weronika Pepeljajewa               | Elina Awanessjan Wiktoryja Kanapazkaja   | 6:4, 6:4           |
| 2.  | 2. November 2019   | Antalya             | ITF W15   | Hartplatz | Victoria Mikhaylova                | Anastassija Poplawska Nika Schytkouskaja | 6:3, 7:5           |
| 3.  | 30. November 2019  | Monastir            | ITF W15   | Hartplatz | Tamara Čurović                     | Ania Hertel Marie Mettraux               | 6:3, 0:6, [10:8]   |
| 4.  | 8. Januar 2022     | Kairo               | ITF W15   | Sand      | Anastassija Solotarjowa            | Marija Berhen Ani Wangelowa              | 6:3, 1:6, [10:8]   |
| 5.  | 15. Januar 2022    | Kairo               | ITF W15   | Sand      | Anastassija Solotarjowa            | Sapfo Sakellaridi Zhuoma Youmi           | 6:1, 6:4           |
| 6.  | 23. April 2022     | Kairo               | ITF W15   | Sand      | Diletta Cherubini                  | Émeline Dartron Lucie Nguyen Tan         | 3:6, 6:3, [10:8]   |
| 7.  | 23. Juli 2022      | Nur-Sultan          | ITF W60   | Hartplatz | Anastassija Solotarjowa            | Momoko Kobori Moyuka Uchijima            | 4:6, 6:1, [10:4]   |
| 8.  | 11. November 2023  | Scharm asch-Schaich | ITF W15   | Hartplatz | Jekaterina Wladimirowna Schalimowa | Paula Cembranos Jenny Dürst              | 6:2, 3:6, [10:6]   |
| 9.  | 16. Dezember 2023  | Scharm asch-Schaich | ITF W25   | Hartplatz | Victoria Mikhaylova                | Maja Chwalińska Gina Feistel             | 6:4, 3:6, [13:11]  |
| 10. | 6. April 2024      | Monastir            | ITF W15   | Hartplatz | Jang Ga-eul                        | Tessa Brockmann Ema Kovacevic            | 7:5, 6:3           |
| 11. | 20. April 2024     | Monastir            | ITF W15   | Hartplatz | Milana Schabrailowa                | Eliessa Vanlangendonck Emily Welker      | 6:3, 6:1           |
| 12. | 15. Juni 2024      | Monastir            | ITF W15   | Hartplatz | Katarína Kužmová                   | Patricija Paukštytė Merna Refaat         | 6:1, 6:1           |
| 13. | 22. März 2025      | Santo Domingo       | ITF W50   | Hartplatz | Anastassija Tichonowa              | Ayana Akli Clervie Ngounoue              | 7:65, 6:72, [10:7] |
| 14. | 19. April 2025     | Scharm asch-Schaich | ITF W35   | Hartplatz | Katarína Kužmová                   | Aljona Falej Polina Jazenko              | 6:4, 6:3           |